# Francesca Ventura (calciatrice)
Francesca Ventura (24 luglio 1985) è un'ex calciatrice italiana, di ruolo portiere.

## Palmarès

### Club

#### Competizioni nazionali
- Campionato italiano di Serie A2: 1

Riozzese: 2006-2007
- Campionato italiano di Serie B: 1

Como 2000: 2015-2016